# 小捷爾尼夫卡河
小捷爾尼夫卡河（烏克蘭語：Мала Тернівка），是烏克蘭的河流，位於該國東部，屬於薩馬拉河的右支流，流經哈爾科夫州和第聶伯羅彼得羅夫斯克州，河道全長55公里，流域面積738平方公里。